# Agonista dell'ormone di rilascio delle gonadotropine
L'agonista dell'ormone di rilascio delle gonadotropine, più generalmente abbreviato in agonista GnRH (abbreviazione dalla terminologia inglese gonadotropin-releasing hormone) è una classe di farmaci sintetici a struttura peptidica, modellati sul GnRH, usati per la terapia di alcuni tipi di tumori.

## Meccanismo d'azione
Interagiscono con il recettore dell'ormone di rilascio delle gonadotropine in qualità di superagonisti, portando ad un aumento del rilascio di LH ed FSH. Ciò causa una sottoregolazione di questi ormoni che induce un ipogonadismo che causa una diminuzione nella produzione di ormoni sessuali. Tale decremento del livello di ormoni sessuali risulta terapeutico al fine di curare alcuni tipi di tumori che coinvolgono la prostata, il cancro al seno e possono risultare utili nella terapia della pubertà precoce.

## Alcuni esempi
1. leuprorelina (Lupron, Eligard)
2. buserelina (Suprefact, Suprecor)
3. nafarelina (Synarel)
4. istrelina (Supprelin LA, Vantas)
5. goserelina (Zoladex)
6. deslorelina (Suprelorin, Ovuplant)
7. triptorelina (Gonapeptyl, Decapeptyl)